# Marcin Kamiński
Marcin Kamiński (15 de gener de 1992 a Konin) és un futbolista polonès que juga pel FC Schalke 04 com a defensa central. També juga amb l'equip nacional polonès.